# بيتر إيتشيسون
بيتر إيتشيسون (بالإنجليزية: Peter Aitchison)‏ هو لاعب كرة قدم بريطاني، ولد في 19 سبتمبر 1931 في هارلو في المملكة المتحدة. لعب مع كولتشستر يونايتد.